# Всеукраїнський революційний комітет
Всеукраїнський революційний комітет (Всеукрревком) — керівний орган національного повстанського руху, що розгортався в Україні проти радянського уряду Х.Раковського. Створений у квітні 1919 членами УСДРП (незалежних).
Всеукрревком очолив А. Драгомирецький, військове командування доручалося Ю. Мазуренкові, ідейне — А. Річицькому (Пісоцькому) та М. Ткаченкові. При Всеукрревкомі діяла Головна військова рада, а невдовзі постав Головний повстанський штаб, очолений головним отаманом повстанських військ Ю. Мазуренком. Останній, аналізуючи пізніше мотиви і гасла повстанців, підкреслював, що робітників і селян штовхнула на боротьбу «невдала і невміла політика… пануючої партії К. П.У». Повстання спрямовувалося «не проти радянської влади взагалі», а проти уряду Х. Раковського як влади «окупаційної, московської», після повалення якого передбачалося створення Української Соціалістичної Республіки. Водночас Всеукрревком засуджував і Директорію за її переговори «з Францією й іншими імперіалістами». В ході пошуків контактів з урядом українського соціал-демократа Б. Мартоса для спільного керівництва повстанням ілюзії щодо можливості входження представників повстанських центрів до складу урядових структур розвіялися, особливо після арешту їхньої делегації у м. Кам'янець-Подільський. Після поповнення Всеукрревкому представниками УПСР та Селянської спілки його було переформовано на Центральний повстанський комітет. 25 червня 1919 року головний отаман повстанських військ Ю. Мазуренко направив Х. Раковському у Київ «Ультиматум» із звинуваченнями його уряду в окупаційній політиці і з вимогами протягом 24 годин відмовитися від влади, передавши її повстанським революційним комітетам, і вивести з України радянські війська.
Після арешту 18 липня 1919 контррозвідкою УНР у м. Кам'янець-Подільський представників Головного штабу, в тому числі його керівника Ю. Мазуренка, а також евакуації до Москви під тиском наступаючої Добровольчої армії А. Денікіна уряду Х. Раковського 18–19 липня 1919 незалежники ухвалили рішення про вихід з повстання, а організаційний комітет УСДРП (незалежних) незабаром взагалі засудив повстанську тактику.